# Doedicurus clavicaudatus
Doedicurus clavicaudatus je bio prapovijesni gliptodont koji je živio tokom pleistocena, sve do kraja posljednjeg ledenog doba, prije nekih 11 000 godina. Bio je najveći poznati gliptodontid i jedan od najpoznatijih pripadnika pleistocenske faune Novog svijeta, visine 1,5 metara i dužine oko 4 metra. 
Teško tijelo Doedicurusa moglo je imati težinu od 1900 do 2370 kg. Imao je ogroman kupolasti oklop koji se sastojao od mnogo gusto raspoređenih pločica, slično kao i kod njegovih današnjih srodnika, pasanaca. Rep mu je bio prekriven pokretljivim koštanim oklopom, a barem mužjaci su imali duge bodlje ili izrasline na kraju repa (McNeill Alexander et al. 1999.).
D. clavicaudatus je nastanjivao šume i travnate ravnice i hranio se biljkama. Rep je vjerojatno više koristio u međusobnim konfliktima nego za obranu od grabežljivaca kao što je Smilodon, što nije slučaj s toljagama kod ankilosaura. Vidno polje te životinje bilo je toliko ograničeno da bi u obrani od grabežljivaca ona morala mahati toljagom naslijepo. Osim toga, pronađeni su oklopi s prijelomima nanesenim otprilike istom silom koju su mogli stvoriti njezini repni mišići (McNeill Alexander et al. 1999.).
Naziv Doedicurus znači "rep-tučak", što se odnosi na oblik koji bi rep imao kada bi se bodlje uklonile s njega.
Oklop je bio čvrsto vezan za zdjelicu, ali slabo za ramena. Na prednjem dijelu je također imao i jednu manju kupolu. Smatra se da je to bio prostor ispunjen mašću, slično kao grba kod kamile, koji je služio za pohranu energije tokom sušnog perioda godine i za ublažavanje udaraca suparničkih Doedicurusa (McNeill Alexander et al. 1999.).
Fosili vrste D. clavicaudatus mogu se naći u Sjevernoj i Južnoj Americi, naročito u formaciji Ensenada u Argentini. S obzirom na vrijeme njegovog izumiranja, može se zaključiti da je dolazio u kontakt s prvim ljudskim doseljenicima u Južnoj Americi, koji su ga vjerojatno i lovili.

## U popularnoj kulturi
Doedicurus je prikazan u petoj epizodi BBC-jevog dokumentarca Walking with Beasts (Šetnja sa zvjerima). Također je jedna od životinja koje se mogu posvojiti u igrici Zoo Tycoon 2: Extinct Animals.